# Ascochilus mindanaensis
Ascochilus mindanaensis là một loài thực vật có hoa trong họ Lan. Loài này được (Ames) Christenson mô tả khoa học đầu tiên năm 1985.